# Shimotakai-gun
Shimotakai (jap.: 下高井郡, wörtlich: „Landkreis Unter-Takai“) ist ein Landkreis (gun) im Norden der Präfektur Nagano auf der japanische Hauptinsel Honshū. Er beherbergt auf 423,18 km² 19.512 Einwohner und hat damit eine Bevölkerungsdichte von 46,1 Einwohnern pro km² (Stand: 1. Oktober 2018). Ihm gehören die Kleinstadt Yamanouchi (11.679 Ew.) und die beiden Dörfer Kijimadaira (4468 Ew.) und Nozawaonsen (3365 Ew.) an.

## Geschichte
Der Kreis entstand 1879 bei der landesweiten Reaktivierung und Neuordnung der antiken Kreise durch die Teilung des Kreises Takai von Shinano in Ober- (Kami-) und Unter-Takai. Die Kreisverwaltung wurde in der ehemaligen Vogtei- und Präfekturhauptstadt Nakano eingerichtet. Bis zur Auflösung der Kreisverwaltung 1926 hatte Shimotakai 24 Landräte (gunchō).
Nach der großen Meiji-Gebietsreform 1889, bei der die heutigen Gemeindeformen eingeführt wurden, bestand der Landkreis Shimotakai aus der Kleinstadt Nakano und 19 Dorfgemeinden. Erst 1954 zur Großen Shōwa-Gebietsreform erfolgten die ersten Eingliederungen, in deren Folge bis 1955 die Zahl der Gemeinden auf fünf sank (die jetzigen drei sowie die Dörfer Ichikawa und Sakai). Seit Oktober 1956 besteht der Landkreis aus drei Gemeinden. Im Zeitraum von 1955 bis heute sank die Fläche des Landkreises durch Eingliederung in die Städte Nakano und Iiyama sowie Eingliederungen in andere Landkreise von etwa 665 auf 423 Quadratkilometer.

## Grenz- und Namensänderung in chronologischer Übersicht
18. August 1953 – Umbenennung des Dorfes (-mura) Toyosato (豊郷村) in Nozawaonsen (野沢温泉村).

1. April 1954 – Erhebung des Dorfes Hirao zur Kleinstadt (-machi) (平穏町).

1. Juli 1954 – Eingliederung der Dörfer (-mura) Entoku (延徳村), Hino (日野村), Hirano (平野村),  Hiraoka (平岡村), Nagaoka (長丘村), Shinano (科野村), Takaoka (高丘村) und Yamato (倭村) in die Kleinstadt Nakano (中野町) bei gleichzeitiger Erhebung zur kreisfreien Stadt (-shi) (中野市).

1. August 1954 – Eingliederung der Dörfer Kijima (木島村) und Mizuho (瑞穂村) in die kreisfreie Stadt (-shi) Iiyama (飯山市).

1. Februar 1955 – Neubildung des Dorfes  Kijimadaira (木島平村) aus den Dörfern Hotaka (穂高村), Kamimikjima (上木島村) und Ōgō (往郷村).

1. April 1955 – Neubildung der Kleinstadt Yamanouchi (山ノ内町) aus den beiden Dörfern Honami (穂波村) und Yomase (夜間瀬村).

30. September 1956 – Eingliederung des Dorfes Ichikawa (市川村) in das Dorf Nozawaonsen (野沢温泉村).

30. September 1956 – Neubildung des Dorfes Sakae (im Shimominochi-gun) (栄村) aus den Dörfern Sakai (郡堺村) und Minochi (im Shimominochi-gun) (水内村).

## Die Bevölkerungsentwicklung im Landkreis
| VZ-Jahr | Bevölkerung |      | VZ-Jahr | Bevölkerung |        | VZ-Jahr | Bevölkerung |
| ------- | ----------- | ---- | ------- | ----------- | ------ | ------- | ----------- |
| 2015    | 20.566      |      | 1980    | 30.007      |        | 1947    | 86.208      |
| 2010    | 22.470      | 1975 | 30.246  | 1940        | 69.659 |         |             |
| 2005    | 24.275      | 1970 | 30.791  | 1935        | 66.722 |         |             |
| 2000    | 26.023      | 1965 | 31.935  | 1930        | 64.654 |         |             |
| 1995    | 27.629      | 1960 | 33.253  | 1925        | 63.414 |         |             |
| 1990    | 28.383      | 1955 | 40.700  | 1920        | 59.445 |         |             |
| 1985    | 29.404      | 1950 | 87.265  |             |        |         |             |

Durch Eingliederungen in kreisfreie Städte und andere Landkreise sank in nahezu 100 Jahren die Bevölkerungszahl auf etwa ein Drittel der ursprünglichen Zahl von 1920.